# ジャン1世 (ラ・マルシュ伯)

ジャン1世の紋章

ジャン1世・ド・ブルボン（フランス語：Jean I de Bourbon, 1344年 - 1393年6月11日）は、ラ・マルシュ伯ジャック1世とジャンヌ・ド・シャティヨンの次男。ラ・マルシュ伯（在位：1362年 - 1393年）。

## 生涯
ジャン1世はポワティエの戦いにおいて捕らわれ、身代金を要求された。1362年、父の死後まもなく兄ピエール2世もブリニェの戦いで戦死し、ジャン1世がラ・マルシュ伯位を継承した。
ジャン1世は百年戦争において大きな役割を果たし、リムーザンをイングランドより取り戻した後に同地の総督となった。また、1366年にベルトラン・デュ・ゲクランのカスティーリャ遠征に参加した。1374年に義兄ヴァンドーム伯ブシャール7世が死去し、ジャン1世は妻の権利によりヴァンドーム伯およびカストル伯となった。
ジャン1世は1382年に行われたフランス王シャルル6世のフランドル遠征（ローゼベーケの戦いで終わる）に参加し、1392年にブルターニュで戦った。
ジャン1世はヴァンドーム城およびラヴァルダン城を再建した。

## 結婚と子女
1364年9月28日、ジャン1世はヴァンドーム伯ジャン6世の娘でヴァンドーム女伯のカトリーヌ（1412年没）と結婚した。
- ジャック2世（1370年 - 1438年） - ラ・マルシュ伯、カストル伯[1]
- イザベル（1373年生） - ポワシーの修道女
- ルイ（1376年 - 1446年） - ヴァンドーム伯[1]
- ジャン（1378年 - 1457年） - カロンシー領主、1416年頃にウー伯フィリップ・ダルトワの娘カトリーヌと結婚したが、子女なし。1420年にル・マンで愛妾のジャンヌ・ド・ヴァンドモワと結婚し、子女をもうけた。
- アンヌ（1380年頃 - 1408年） - 1401年にモンパンシエ伯ジャン2世・ド・ベリー（1401年没）と結婚、1402年に上バイエルン＝インゴルシュタット公ルートヴィヒ7世と再婚。
- マリー（1386年 - 1463年9月11日以降） - クロワ領主ジャン・ド・ベヌと結婚
- シャルロット（1388年 - 1422年1月15日） - 1411年にニコシアでキプロス王ジャニュと結婚